# Park Centralny w Olsztynie
Park Centralny w Olsztynie ma powierzchnię ok. 13 ha. Jego przestrzeń zaprojektowano w stylu angielskim. Park położony jest w centralnej części miasta Olsztyna, wzdłuż rzeki Łyny. Ograniczony jest ulicami: 22 Stycznia, E.Plater, T. Kosciuszki, Niepodległości, R. Knosały oraz S. Pieniężnego.
W parku znajdują się ścieżki spacerowe i trasy rowerowe, cztery mostki przez Łynę, mały plac amfiteatralny z zadaszeniem, dziecięcy plac bezpiecznych zabaw, wyposażony w elementy małej architektury rekreacyjnej, przystań kajakowa oraz zadaszone altany.
W centralnej części parku umiejscowiona została eliptyczna fontanna ze specjalnym nocnym podświetleniem. W niej zainstalowano kilkutonowe półkule, częściowo zanurzone w wodzie, które symbolizują układ słoneczny, co nawiązuje do olsztyńskiej działalności Mikołaja Kopernika.
Budowa Parku Centralnego w Olsztynie była realizowana w ramach projektu pn. „Poprawa estetyki i atrakcyjności przestrzeni publicznej Śródmieścia – budowa Parku Centralnego i rewaloryzacja Parku Miejskiego Podzamcze w Olsztynie”.